# Chantel Jones
Chantel Nicole Jones (* 20. Juli 1988) ist eine ehemalige US-amerikanische Fußballtorhüterin.

## Karriere
Jones lief im Jahr 2011 für den W-League-Teilnehmer Fredericksburg Impact auf. Für die Saison 2012 der Pepsideild kvenna unterschrieb sie ihren ersten Profivertrag beim isländischen Verein Þór Akureyri, mit dem sie am Saisonende den Gewinn der Meisterschaft feiern konnte und persönlich als Spielerin des Jahres ausgezeichnet wurde. Anfang 2013 wurde Jones als sogenannter Free Agent zur ersten Saison der neugegründeten NWSL von Washington verpflichtet. Ihr Ligadebüt gab sie als Vertretung von Ashlyn Harris am 19. Mai 2013 gegen den Portland Thorns FC. Nach Ende der NWSL-Saison wechselte sie auf Leihbasis zum australischen Erstligisten Perth Glory, wo sie in allen zwölf Saisonspielen im Tor stand. Nach Ende der W-League-Saison 2013/14 kehrte Jones für eine Spielzeit nach Washington zurück und absolvierte dort fünf Einsätze. Im September 2014 wechselte sie abermals leihweise nach Australien und schloss sich Canberra United an, mit dem sie am Saisonende die Meisterschaft errang. Zur Saison 2015 wechselte sie zur NWSL-Franchise der Western New York Flash, bei der sie erstmals in einer Mehrzahl der Saisonspiele zum Einsatz kam. Nach Saisonende erklärte Jones ihren Rücktritt vom Profisport.

### Nationalmannschaft
Jones war Teil diverser US-amerikanischen Jugendnationalmannschaften. Sie nahm an der U-20-Weltmeisterschaft 2008 sowie den Panamerikanischen Spielen 2007 teil.

## Erfolge
- 2012: Isländische Meisterschaft (Þór Akureyri)
- 2014: Australische Meisterschaft (Canberra United)